# De Bonte Wever (Assen)
De Bonte Wever, voorheen bekend als DeSmelt of De Smelt, is een sport- en evenementencentrum aan de Stadsbroek in Assen-Zuid, dat in 2010 werd uitgebreid met een hotel. Het complex kreeg bekendheid door de vroegere semi-overdekte 400-meterkunstijsbaan, die in maart 2016 werd gesloten. Kijkend naar de baanrecords is de ijsbaan anno februari 2020 de nummer 10 op de lijst van snelste ijsbanen van Nederland.

## Historie

### Voorgeschiedenis
In 1929 werd als onderdeel van sportcomplex Stadsbroek een natuurzwembad geopend. In de jaren 50 van de 20e eeuw werd daar het openluchtzwembad Bosbad De Wilg geopend en in 1971 het IJsstadion Drenthe. Het complex werd in de eerste helft van de jaren 70 nog verder uitgebreid met een ijshockeyhal (de Trianthahal), waar de Asser ijshockeyvereniging IJHC jarenlang haar thuiswedstrijden speelde.
Een van de hoogtepunten in de geschiedenis van IJsstadion Drenthe was het WK allround van 1982 voor mannen waarbij Hilbert van der Duim voor 30.000 toeschouwers wereldkampioen werd. Verder spraken vooral de ijsspeedway-wedstrijden tot de verbeelding.
In november 1992 kocht de provincie Drenthe de subsidiëring van het ijsstadion af met vijf miljoen gulden en werd de gemeente Assen eigenaar. In mei 1992 werd De Wilg gesloopt om plaats te maken voor het nieuwe overdekte subtropische zwembad dat ook het subtropisch zwemparadijs De Timp moest vervangen. Op 7 mei van dat jaar startte wethouder Henk Lohrengel formeel de bouw van het nieuwe zwembad waarvoor de investering 30 miljoen gulden bedroeg. Op 3 maart 1993 sloeg de zesjarige Esther Bakker de eerste paal voor het zwembad met sauna's en een stoombad.
Een paar weken later volgde de eerste paal voor de gedeeltelijke overkapping van de aanpalende ijsbaan waardoor het een zogenaamde semi-indoor ijsbaan werd. In het najaar van hetzelfde jaar volgde de opening daarvan en in maart 1994 de opening van het zwemparadijs.

### De Smelt (1994)

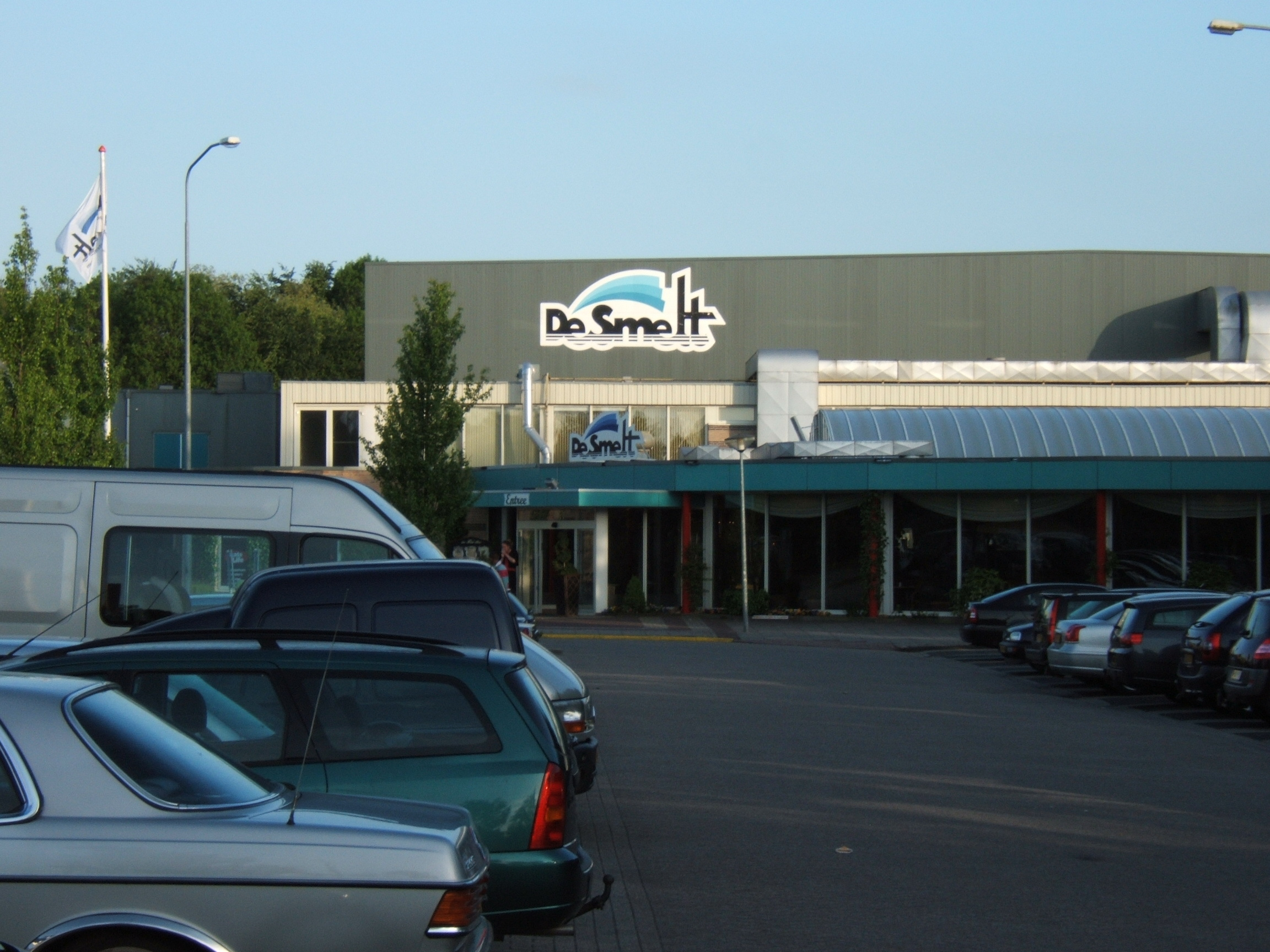
Hoofdingang De Smelt

Op 7 mei 1994 opende de eerder dat jaar drievoudig olympisch kampioen geworden topschaatser Johann Olav Koss het sportcomplex dat De Smelt ging heten. Zwemmer Chong-Woo Chiang opende het zwembad. De financiering van het complex werd voor de gemeente echter een steeds groter blok aan het been en wel zodanig dat Henk Lohrengel in november 1995 opstapte door onverwachte miljoenentekorten.
In november 1996 dreigde sluiting door het miljoenenverlies omdat de Stichting Sportaccommodaties Assen weigerde De Smelt te gaan beheren voor 3,4 miljoen gulden per jaar en de gemeenteraad niet meer wou bijdragen. Wethouder Theo Verdegem ging daarom op zoek naar alternatieven.
In december 1996 bereikte de gemeente in het zogenaamde kerstakkoord overeenstemming met ondernemer Hennie van der Most over overname van DeSmelt. Hij kreeg het voor een gulden in erfpacht. De overdracht volgde op 1 januari 1997. Na ingrijpende verbouwingen en nieuwbouw werd het een rendabel recreatiecentrum waarbij de Trianthahal is omgebouwd tot een feestzaal.
In 1998 werd in dit zalencentrum voor het eerst een muziekfestival gehouden onder de naam Take Root. Dit jaarlijks gehouden muziekfestival wordt vanaf 2008 in Groningen (in cultureel centrum De Oosterpoort) gehouden.

### De Bonte Wever (2009)
In 2008 zou het complex worden gekocht door Van der Most maar die kon de financiering niet rond krijgen. Daarop wilde de gemeente het verkopen aan een derde, maar dat plan ging op het laatste moment niet door omdat met Van der Most werd afgesproken om de erfpacht tot 1 januari 2009 voort te zetten. In het voorjaar van 2009 werd DeSmelt gekocht door Jan Smit, voorzitter van Heracles Almelo. Eind 2009 werd begonnen met de bouw van een hotel en werd het complex hernoemd in De Bonte Wever (naar het afgebrande De Bonte Wever in Slagharen). Hotel De Bonte Wever bevat 182 kamers, maar dat moet in een later stadium worden uitgebreid naar 350 kamers.
Op 19 november 2011 pakte Hein Otterspeer in 36,09 met één tiende het vorige baanrecord af van zijn trainer Gerard van Velde tijdens de tweede wedstrijd van de Holland Cup 2011/2012.
Op 5 november 2014 werd bekend dat de ijsbaan wegens financiële problemen definitief gaat sluiten. De provincie krijgt onvoldoende geld bij elkaar om de verouderde ijsinstallatie te vernieuwen. Verder uitstel is volgens directrice Christa de Ruiter geen optie. Op 17 februari 2016 werd de laatste schaatswedstrijd verreden: de laatste KPN Marathon Cup.

## Activiteiten

### Zwemmen en sauna
Het altijd voor publiek toegankelijke zwemgedeelte bestaat uit een binnenbad met golfslag, zonnebanken, drie bubbelbaden, twee sauna's (gekleed), één stoombad (gekleed), een met elkaar verbonden binnen- en buitenbad en een 25-meterbuitenbad. Op bepaalde tijden is ook een doelgroepenbad en een 25-meterbad (beide binnen) open voor publiek.

### Fitness met groepslessen
Sinds 1 februari 2007 kan het publiek er op basis van een abonnement gebruikmaken van een grote fitnessruimte. Daarbij horen ook groepslessen van onder andere aerobics, pilates, indoor cycling en yoga. Op 21 augustus 2008 werd de uitbreiding van de fitnessruimte met een bovenverdieping geopend voor het publiek.

### Grote schaatswedstrijden
- 1986/1987 - Wereldbeker 2 sprint
- 1993 - NK allround
- 1995 - NK allround
- 1996 - NK sprint
- 1997 - NK allround
- 2003 - NK allround
- 2005 - NK afstanden
- 2006 - NK sprint
- 2007 - NK afstanden

#### Baanrecords[2][3]
| Afstand         | Schaatser           | Land | Tijd     | Datum         |
| --------------- | ------------------- | ---- | -------- | ------------- |
| 100 m           | Allard Neijmeijer   | NED  | 09,74    | 19-11-2011    |
| 500 m           | Hein Otterspeer     | NED  | 36,09    | 19-11-2011    |
| 1000 m          | Beorn Nijenhuis     | NED  | 1.11,31  | 06-11-2004    |
| 1500 m          | Beorn Nijenhuis     | NED  | 1.49,09  | 07-11-2004    |
| 3000 m          | Rhian Ket           | NED  | 3.54,30  | 05-02-2005    |
| 5000 m          | Sven Kramer         | NED  | 6.31,34  | 03-11-2006    |
| 10.000 m        | Sven Kramer         | NED  | 13.32,70 | 05-11-2006    |
| 2×500 m         | Jan Bos             | NED  | 72,730   | 03-11-2006    |
| Sprintvierkamp  | Stefan Groothuis    | NED  | 146,040  | 07/08-01-2006 |
| Minivierkamp    | Arjen van der Kieft | NED  | 159,760  | 15-02-2002    |
| Kleine vierkamp | Rhian Ket           | NED  | 157,053  | 04-02-2005    |
| Grote vierkamp  | Gianni Romme        | NED  | 160,708  | 21/22-12-2002 |

| Afstand         | Schaatsster            | Land | Tijd     | Datum         |
| --------------- | ---------------------- | ---- | -------- | ------------- |
| 100 m           | Laurine van Riessen    | NED  | 10,78    | 04-03-2006    |
| 500 m           | Marianne Timmer        | NED  | 39,49    | 05-11-2004    |
| 1000 m          | Ireen Wüst             | NED  | 1.18,88  | 04-11-2006    |
| 1500 m          | Ireen Wüst             | NED  | 2.02,84  | 05-11-2006    |
| 3000 m          | Renate Groenewold      | NED  | 4.14,98  | 04-11-2006    |
| 5000 m          | Jenita Hulzebosch-Smit | NED  | 7.15,76  | 07-11-2004    |
| 10.000 m        | Martine Oosting        | NED  | 16.30,85 | 22-02-1996    |
| 2×500 m         | Marianne Timmer        | NED  | 79,300   | 05-11-2004    |
| Sprintvierkamp  | Marianne Timmer        | NED  | 162,350  | 07/08-01-2006 |
| Minivierkamp    | Annette Gerritsen      | NED  | 168,198  | 04-02-2005    |
| Kleine vierkamp | Jorien Voorhuis        | NED  | 173,728  | 04-02-2005    |

### IJsraces
Jaarlijks, tot en met 2016, organiseerde de Stichting IJsspeedway Assen (Motorclub Assen en Omstreken) in de maand maart een (WK-)IJsrace-evenement op de ijsbaan van De Bonte Wever. Deze IJsrace is in 2017 verplaatst naar het Thialf Stadion in Heerenveen

## Evenementen

### Muziekfestivals
Van 1998 tot en met 2006 werd jaarlijks het Take Root Festival gehouden in het zalencomplex. In 2016 is de eerste editie van het Bluegrass Festival Ashville hier gehouden. In het najaar van 2016 is het New Blues Festival Assen geprogrammeerd.

## IJsstadion Drenthe

### Grote kampioenschappen
Internationale kampioenschappen
- 1973 - WK junioren
- 1975 - WK allround vrouwen
- 1980 - WK junioren
- 1982 - WK allround mannen
- 1984 - WK junioren

Nationale kampioenschappen
- 1974 - NK allround
- 1974 - NK sprint
- 1975 - NK allround
- 1975 - NK sprint
- 1977 - NK allround
- 1977 - NK sprint
- 1981 - NK allround
- 1981 - NK sprint
- 1986 - NK allround
- 1990 - NK allround
- 1990 - NK sprint
- 1991 - NK sprint

Niet-erkende ijsbanen

Arena Ritten ·
Asama Onsen Skating Rink ·
De Bonte Wever ·
De Uithof ·
Vechtsebanen ·
Sportpaleis Krylatskoje ·
IJsstadion Davos · 
Fram kunstisbane ·
Gaétan Boucher Oval ·
Gunda Niemann-Stirnemann Halle ·
Hamar Stadion ·
Heilongjiang Indoor Rink ·
Horst-Dohm-Eisstadion ·
Ice Arena Tomaszów Mazowiecki ·
IJssportcentrum Eindhoven ·
IJsstadion Stadspark ·
Isstadion Eskilstuna ·
James B. Sheffield Olympic Skating Rink ·
Jeonju Ice Rink ·
Provinciale ijsbaan van Jilin ·
Guidant John Rose Minnesota Oval ·
Kometa ·
Leangen Kunstis ·
Lövsta Idrottsplats ·
Ludwig Schwabl Stadion ·
M-Wave ·
Machiyama Highland Skating Center ·
Max Aicher Arena ·
Medeo ·
Minsk Arena ·
National Speed Skating Oval ·
No Mori Skating Centre ·
Olympia Eisstadion Innsbruck ·
Olympic Oval ·
Oulunkylä ·
Oval Lingotto ·
Pettit National Ice Center ·
Ruddalens IP ·
Savalen kunstisbane ·
Skien isstadion ·
Slåtthaug kunstisbane ·
Sørmarka Arena ·
Sportforum Hohenschönhausen ·
Sportpaleis Alau ·
Stade de Patinage Olympique ·
Stadio del Ghiaccio ·
Taereung Ice Rink ·
Thialf ·
Tokachi Oval ·
Tomakomai Highland Sport Center ·
Tor Stegny ·
Uiam Rink ·
Uralskaja Molnija ·
US High Mountain Altitude Sportcenter ·
Utah Olympic Oval ·
Valle Hovin kunstisbane ·
Vikingskipet ·
Skating Center Karuizawa